# Atletický víceboj
Atletický víceboj je souhrnný název pro kombinovanou lehkoatletickou sportovní disciplínu, která se skládá z několika původně samostatných lehkoatletických disciplín. Má svá přesně stanovená pravidla a její jednotlivé disciplíny mají v průběhu sportovní soutěže pevně stanovené pořadí. U některých vícebojů je soutěž rozložena do dvou dnů. Seniorský desetiboj je dokonce považován za královskou disciplínu, neboť ukazuje na závodníkovu sportovní lehkoatletickou všestrannost.
Česká republika byla držitelem světového rekordu v desetiboji zásluhou Tomáše Dvořáka (výkon 8994 bodů v roce 1999) a poté Romana Šebrleho (9026 bodů v roce 2001), jehož výkon byl překonán teprve Američanem Ashtonem Eatonem (9039 bodů v roce 2012); evropským rekordmanem byl Šebrle až do roku 2018, kdy Francouz Kévin Mayer vytvořil na mítinku ve francouzském Talence nový a dosud platný světový rekord výkonem 9126 bodů.
Soutěž probíhá buď venku pod širým nebem (muži – desetiboj, ženy – sedmiboj) nebo v hale (muži – sedmiboj, ženy – pětiboj). Na bodování se používají bodovací tabulky.
Počet disciplín a jejich parametry se mění podle toho, zda se jedná o muže či ženy, starší nebo mladší žáky, starší nebo mladší žákyně, dorostence a juniory. Soutěží se v družstvech a jednotlivcích.

## Specializovaná sportovní odvětví
Jako speciální sportovní odvětví kombinující lehkou atletiku s dalšími mimoatletickými sporty (sportovní střelba, sportovní šerm, sportovní plavání, jezdectví) existují i moderní pětiboj a moderní sedmiboj.

## Čtyřboj mládeže

### členění
- mladší žáci – 60 m, 800 m, výška nebo dálka, míček (1 695 bodů je kvalitní výkon)
- starší žáci – 60 m, 1 000 m, výška nebo dálka, míček nebo koule (2 300 bodů – kvalitní výkon)
- mladší žákyně – 60 m, 600 m, výška nebo dálka, míček (2 004 bodů – kvalitní výkon)
- starší žákyně – 60 m, 800 m, výška nebo dálka, míček nebo koule (3 104 bodů – kvalitní výkon)[2]

## Pětiboj
U mladších žáků: 60 m překážek, míček, 60 m, dálka, 800 m

## Halový pětiboj
- ženy: 60 m překážek, výška, koule, dálka, 800 m

## Sedmiboj
- Ženy: 100 m překážek, výška, koule, 200 m, dálka, oštěp, 800 m

## Halový sedmiboj
- Muži: 60 m, dálka, koule, výška, 60 m překážek, tyč, 1 000 m

## Osmiboj
- muži
- dorostenci

## Devítiboj

### Starší žáci
- Běh na 100 metrů překážek
- hod diskem
- skok o tyči
- hod oštěpem
- běh na 60 metrů
- skok do dálky
- vrh koulí
- skok do výšky
- běh na 1 000 metrů

## Desetiboj
Muži, junioři, dorostenci (světový rekord: 9 126 bodů)

### Disciplíny – muži

#### 1. den
- Běh na 100 metrů
- Skok daleký
- Vrh koulí
- Skok do výšky
- Běh na 400 metrů

#### 2. den
- Běh na 110 metrů překážek
- Hod diskem
- Skok o tyči
- Hod oštěpem
- Běh na 1 500 metrů